# Eurydice convexa
Eurydice convexa är en kräftdjursart som beskrevs av Richardson 1900. Eurydice convexa ingår i släktet Eurydice och familjen Cirolanidae.
Artens utbredningsområde är Mexikanska golfen. Inga underarter finns listade i Catalogue of Life.